# Diecezja Tshumbe
Diecezja  Tshumbe – diecezja rzymskokatolicka  w Demokratycznej Republice Konga. Powstała w 1936 jako prefektura apostolska. Podniesiona do rangi  wikariatu apostolskiego w 1947 a diecezji w 1959.

## Biskupi diecezjalni
- Joseph Augustin Hagendorens, † (1947–1968)
- Albert Tshomba Yungu † (1968–1995)
- Nicolas Djomo, 1997–2022
- Vincent Tshomba Shamba Kotsho (od 2022)